# St. Martinus (Kerpen)

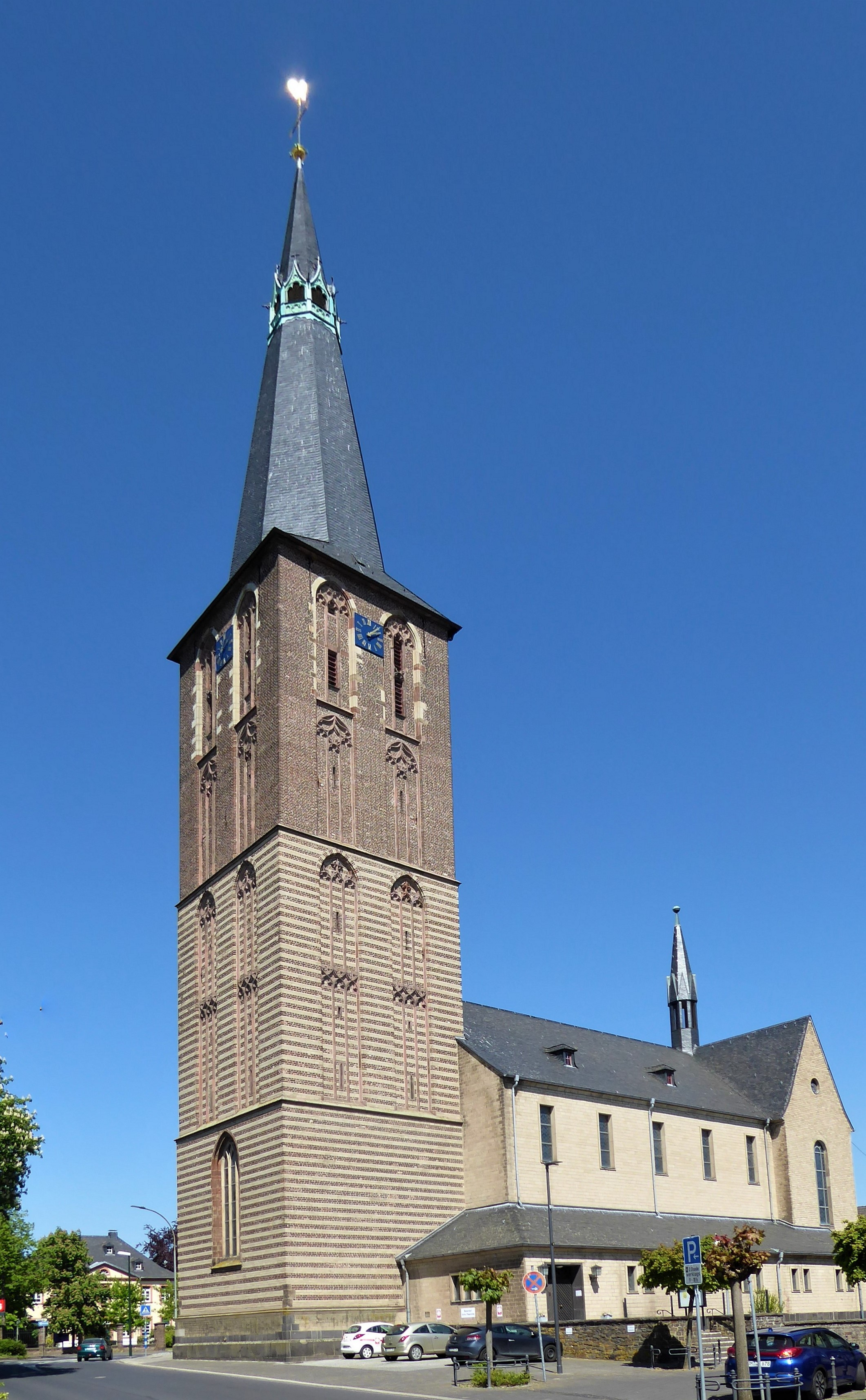
St. Martinus zu Kerpen

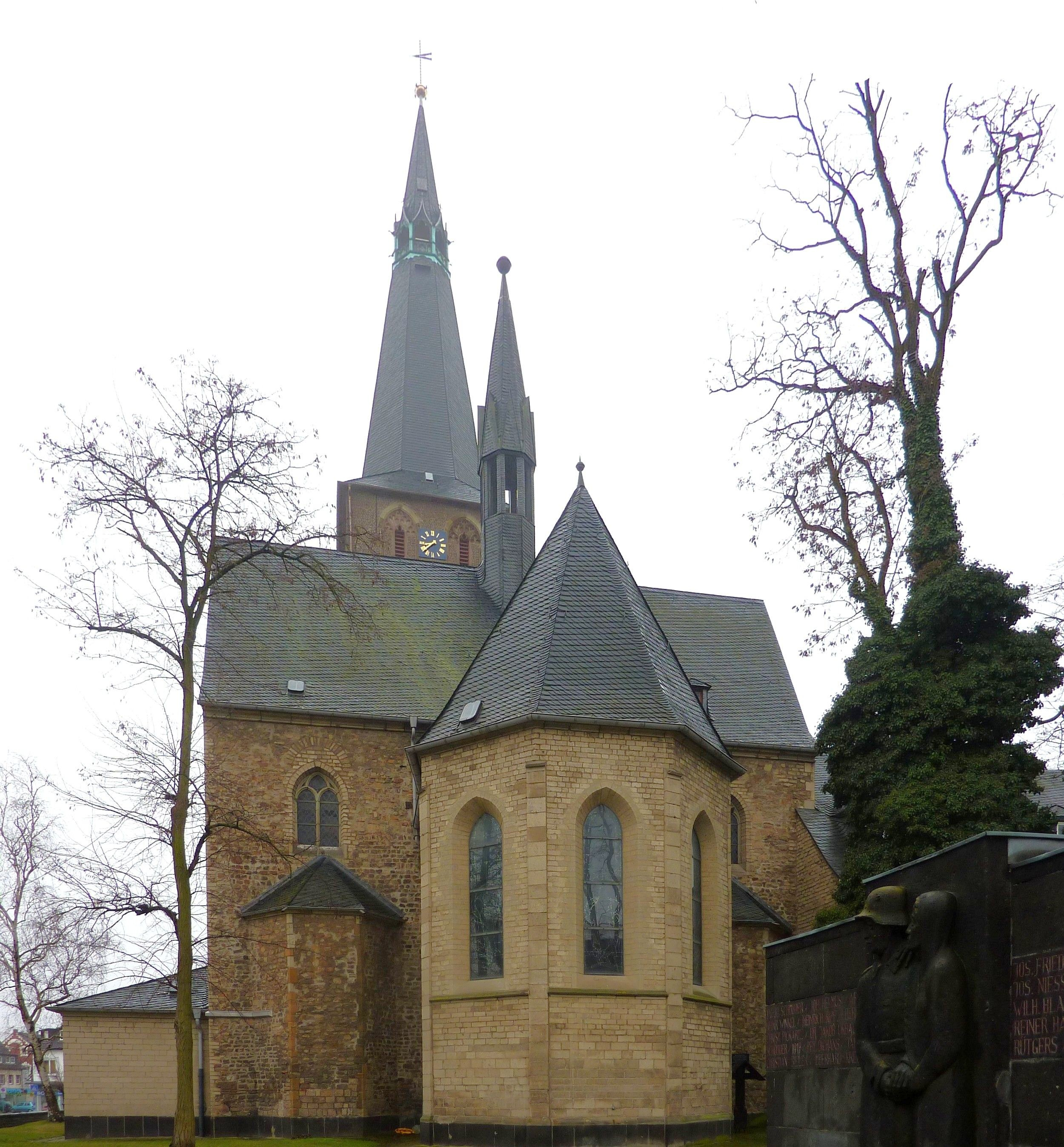
Ansicht von Osten

Die ehemalige Stiftskirche St. Martinus ist eine römisch-katholische Pfarrkirche zu Kerpen (Rhein-Erft-Kreis) in Nordrhein-Westfalen.

## Geschichte
Ein Hof, zu dem wahrscheinlich eine Kapelle gehörte, wird im ältesten Güterverzeichnis der Abtei Prüm vom Jahr 893 genannt. Die erste urkundliche Erwähnung des Kollegiatstiftes zu Kerpen findet sich im Jahr 1178, als ein prepositus de cerpene des Namens Wecelinus genannt wird. 1204 wurde durch König Philipp von Schwaben dem Erzbischof Adolf I. von Köln die Kerpener Propstei verliehen. Die Pröpste wurden später nach einer Verleihungsurkunde Kaiser Ludwigs IV. durch die Herzöge von Jülich ernannt. 1802 ist das Stift aufgehoben worden. Die Stiftskirche war auch immer zugleich Pfarrkirche.
Um 1060 wurde das heute noch erhaltene romanische Querhaus einer einschiffigen Stiftskirche angefügt. Die Querhausarme schließen jeweils mit polygonalen Apsiden. Im 12. Jahrhundert ersetzte man das Langhaus mit einem großen dreischiffigen Neubau. Im 13. Jahrhundert wurde der Hauptchor im Übergangsstil der Romanik zur Gotik angefügt. Gleichzeitig erfolgte die Einwölbung der Kirche. Im 15. Jahrhundert wurde ein neues dreischiffiges gotisches Langhaus errichtet und 1496 mit dem Bau des mächtigen Westturmes begonnen. Nach einem Brand in der Kirche wurde nach 1513 ein viertes südliches Seitenschiff angefügt.
Der achtseitige Spitzhelm des Kirchturms wurde nach einem weiteren Brand 1817 verkürzt und erst 1902 wieder zur alten Höhe ergänzt. Heute ist der Turm mit seinen 78 m nach dem Kölner Dom und dem Bonner Münster der dritthöchste im Erzbistum Köln.
Nach sehr schweren Zerstörungen während des Zweiten Weltkrieges wurde 1949 bis 1952 ein neues einschiffiges Langhaus errichtet und Querschiff und Chor in Anlehnung an den Ursprungszustand wiederaufgebaut.

## Orgel
Die Chororgel wurde 1995 von dem Orgelbauer Siegfried Schulte (Kürten) erbaut. Das Instrument hat 19 Register auf zwei Manualen und Pedal. Der Spieltisch ist mit drei Manualen ausgestattet. Vom zweiten Manual aus lässt sich das Hauptwerk der Hauptorgel anspielen, vom dritten Manual (Schwellwerk) zugleich das Nebenwerk der Hauptorgel. Das Pedal der Hauptorgel ist an das Pedal der Chororgel koppelbar. Die Spiel- und Registertrakturen der Chororgel sind mechanisch.
| I Hauptwerk C– |           |    |
| 1.             | Montre    | 8′ |
| 2.             | Bourdon   | 8′ |
| 3.             | Prestant  | 4′ |
| 4.             | Flûte     | 4′ |
| 5.             | Doublette | 2′ |
| 6.             | Plein Jeu | 2′ |
| 7.             | Trompette | 8′ |

| III Schwellwerk C– |                  |        |
| 8.                 | Flûte de Bois    | 8′     |
| 9.                 | Gambe            | 8′     |
| 10.                | Voix celeste     | 8′     |
| 11.                | Flûte octaviante | 4′     |
| 12.                | Nazard           | 2 ⁄3′  |
| 13.                | Octavin          | 2′     |
| 14.                | Tierce           | 1 3⁄5′ |
| 15.                | Basson-Hautbois  | 8′     |

| Pedal C– |          |     |
| 16.      | Flûte    | 16′ |
| 17.      | Flûte    | 8′  |
| 18.      | Flûte    | 4′  |
| 19.      | Bombarde | 16′ |

- Koppeln: II/I, I/P, II/P

Schulte schuf 1998 die neue Hauptorgel unter Verwendung älterer Teile. Das Instrument, das in zwei Gehäuseteilen an den beiden Seiten des Triumphbogens angebracht ist, verfügt über 24 Register auf elektrischen Kegelladen.
| II Hauptwerk C– |                  |     |
| 1.              | Quintadena       | 16′ |
| 2.              | Prinzipal        | 8′  |
| 3.              | Lieblich Gedackt | 8′  |
| 4.              | Oktave           | 4′  |
| 5.              | Spitzflöte       | 4′  |
| 6.              | Gemshorn         | 2′  |
| 7.              | Sesquialter II   |     |
| 8.              | Mixtur IV–V      |     |
| 9.              | Trompete         | 8′  |

| III Nebenwerk C– |             |       |
| 10.              | Rohrflöte   | 8′    |
| 11.              | Salicional  | 8′    |
| 12.              | Prinzipal   | 4′    |
| 13.              | Blockflöte  | 4′    |
| 14.              | Schwegel    | 2′    |
| 15.              | Nasard      | 1 ⁄3′ |
| 16.              | Scharff III |       |
| 17.              | Dulcian     | 16′   |
| 18.              | Schalmei    | 8′    |
|                  | Tremulant   |       |

| Pedal C– |               |     |
| 19.      | Subbass       | 16′ |
| 20.      | Prinzipalbass | 8′  |
| 21.      | Gedecktbass   | 8′  |
| 22.      | Choralbass    | 4′  |
| 23.      | Nachthorn     | 2′  |
| 24.      | Fagottbass    | 16′ |

- Koppeln: III/II, II/P, III/P
- Spielhilfen: 64-fache Setzeranlage, Sequenzer

## Glocken
| Nr. | Name     | Durchmesser (mm) | Masse (kg, ca.) | Schlagton (HT-1/16) | Gießer                                             | Gussjahr |
| 1   | Maria    | 1.295            | 1.300           | es' +-0             | Martinus Legros, Malmedy                           | 1770     |
| 2   | Martinus | 1.153            | 950             | f' +2               | Martinus Legros, Malmedy                           | 1770     |
| 3   | Hubertus | 1.042            | 700             | g' −2               | Martinus Legros, Malmedy                           | 1770     |
| 4   | Kolping  | 840              | 350             | b' +2               | Hans Hüesker; Fa. Petit & Gebr. Edelbrock, Gescher | 1956     |

Motiv: Freu dich, du Himmelskönigin